# Cuori nemici I: Quale?
Cuori nemici I: Quale? (Coeurs ennemies I: Laquelle?) è un romanzo di Delly, pubblicato per la prima volta nel 1924.
Il romanzo è il primo capitolo della dilogia Cuori seguiti, portata a compimento dall'autrice nello stesso anno con la pubblicazione del seguito Orietta. I due romanzi sarebbero poi stati pubblicati in un unico volume nel 1928.

## Trama
Le due sorelline Orietta e Faustina Faletti, di origine italiana, vengono accolte e trattate quasi come figlie da lord Cecil Shesbury, un uomo sulla quarantina malato, che non dà spiegazioni sulla loro origine alla moglie Pamela, dalla quale vive separato, né al figlio maggiore Gualtiero, figlio di primo letto del marchese. Lord Shesbury ha anche una figlia da lady Pamela, la piccola Rosa, malata anch’essa e molto viziata dalla madre.
L'adolescente Gualtiero, orgoglioso ed imperioso, si scontra subito con l'altrettanto orgogliosa ed irruenta Orietta, arrivando persino ad ucciderle il cagnolino che aveva tentato di morderlo, a schiaffeggiarla ed a tagliarle i capelli per darle una lezione.
Orietta non sopporta di sottomettersi a nessuno, tranne a coloro che ama, mentre Faustina, più dolce e mite, viene descritta da lord Cecil come una copia sbiadita della sorella.
Alla prematura morte di lord Cecil, che nomina tutore delle bambine il cugino signor Goffredo Barford fino alla maggiore età di lord Gualtiero, lady Pamela, che sospetta che le sorelline siano figlie illegittime del marito, tormentata dalla gelosia, le mette in un modestissimo collegio, dove viene impartita loro una scarsa e pratica istruzione. A diciotto anni, vengono richiamate al castello e lady Pamela le assegna ai lavori domestici. Orietta si ribella e sorprendentemente viene difesa dalla giovane lady Rosa, che si affeziona a lei e la tiene come dama di compagnia, mentre Faustina lavora in guardaroba.
Il ritorno del nuovo marchese di Shesbury, il bellissimo Gualtiero, cambia improvvisamente il destino delle sorelle. Gualtiero infatti prende conoscenza di una dichiarazione scritta dal padre prima di morire, dove si spiega l’origine di Orietta e Faustina.
Dopo la morte della prima moglie, lord Cecil aveva viaggiato molto ed in Italia aveva conosciuto la bellissima ed orgogliosa figlia di don Cesare Darielli, Beatrice, si erano innamorati e fidanzati. Avendo conosciuto la cugina di Beatrice, Bianca, il volubile lord Cecil aveva mutato il soggetto del suo amore e Beatrice, accortasi dei mutati sentimenti del marchese, aveva sdegnosamente rotto il fidanzamento e si era sposata con un lontano parente, il conte Faletti. Lord Cecil, divenuto marito di Bianca, si era presto stancato anche di lei e l’aveva abbandonata. Bianca, disperata, era morta dando alla luce una bambina, Faustina, che la nonna, impazzita di dolore, aveva affidata a Beatrice, a sua volta appena divenuta madre di Orietta. Infuriando in quel paese una epidemia, che avrebbe ucciso in seguito Beatrice, il conte Faletti aveva frettolosamente affidato le due neonate ad una balia che viveva in campagna, ma la donna, dopo averle scioccamente spogliate per lavarle, non era più stato in grado di distinguerle. Il conte Faletti, disperato, non era riuscito ad affezionarsi alle bambine, in quanto una figlia dell’odiato lord Cecil, del quale Beatrice era rimasta suo malgrado innamorata. Alla morte della balia aveva affidato le bambine al marchese di Shesbury ed era partito per il Sud America.
Il giovane Gualtiero, già colpito dalla fiorente bellezza di Orietta, comincia a trattare le presunte sorelle Faletti (in realtà tra loro cugine) come sue pupille, offrendo loro un ricco guardaroba, una dama di compagnia e l’istruzione che era loro mancata in collegio. Biasima la matrigna ed il cugino per aver frainteso il volere del defunto lord Cecil nei confronti delle bambine e dentro di sé condanna il riprovevole comportamento passato del padre nei confronti delle due cugine, Beatrice e Bianca.
Orietta mal sopporta i favori ed i regali di Gualtiero, di cui ha conservato un pessimo ricordo, mentre Faustina si lancia spensieratamente nella vita mondana ed inizia ad allontanarsi dalla sorella/cugina, troppo diversa da lei per carattere ed idee. Orietta si sente isolata da tutti e amata solo dalla giovane lady Rosa, che però, essendo malata e viziata, ha strani sbalzi di umore e non è facile da trattare. Lady Pamela la odia ed il cugino Goffredo Barford, pur essendo con lei gentilissimo e premuroso, non le ispira fiducia.
Lord Shesbury parte quindi per l’Italia per scoprire la verità sull’identità di Orietta e Faustina.

## Edizioni
Delly, Cuori Nemici: Quale?, collana I romanzi della rosa, Salani, 1960.